# شعب الذيب

تعديل مصدري - تعديل

شعب الذيب هي إحدى قرى عزلة القارة بمديرية رصد التابعة لمحافظة أبين، بلغ تعداد سكانها 66 نسمة حسب تعداد اليمن لعام 2004.